# Dornier-Werke
Dornier-Werke — німецька авіабудівна компанія, заснована 1914 році на чолі з авіаконструктором Клаудіусом Дорньє, стала окремим підприємством з 1922 року. Компанія займалася будівництвом літаючих човнів, надалі — бомбардувальників для Люфтваффе та інших літаків.

## Історія

### Заснування та довоєнний період
Клаудіус Дорньє почав свою кар'єру в компанії «Цепелін люфтшифсбау» 1910 року. Тісно співпрацював зі своїм керівником, графом фон Цепеліном. У 1914 році Цепелін створює в Фрідріхсгафені дочірню компанію «Цепелін верке Ліндау ГмбХ», спеціально для конструювання літаків за оригінальними ідеями Дорньє. З 1915 по 1918 роки Дорньє очолював виробництво суцільнометалевих літаків, включаючи великі літаючі човни.
Першим літаком Дорньє був великий літаючий човен Rs.I, який вирізнявся своїми розмірами та матеріалом, з якого був виготовлений: уперше в Німеччині для літаків було використано дюраль. Човен було спущено на воду в жовтні 1915 року, але той розбився ще до першого польоту. Згодом Дорньє створив ще три суцільнометалеві літаючі човни — Rs.II, III, IV, побудовані на «Цепелін Ліндау» за три роки.
1916 року конструкторське бюро Дорньє було переведено до Сімоса під Фридрихсгафеном, де воно провадило роботу не лише над гідролітаками. Так у 1917 році злетів двомісний винищувач-штурмовик CL.I, корпус якого був побудований на основі нових розробок Дорньє в області обшивки. Одномісний винищувач D.I побудований 1918 року мав фюзеляж з так званою працюючою обшивкою, моноплан з торсіонною коробкою та відкидним паливним баком під фюзеляжем. Але перші літаки розробки Дорньє були експериментами в області технології, ніж серйозними спробами створити серійні зразки. Жоден з них не було запущено в серійне виробництво.
Після закінчення Першої світової війни Дорньє зайнявся розробками для цивільної авіації. 31 липня 1919 року вперше злетів шестимісний пасажирський літаючий човен Gs.I. Він вирізнявся стійким широким корпусом зі спонсонами-«штумелями», що стали візитною карткою Дорньє на подальші роки. Літаючий човен мав великий успіх, але після демонстрації в Голландії союзники поставили вимогу знищити цей літак, як такий, що попадає під заборони Контрольної комісії. Gs.I було потоплено у Кілі 25 квітня 1920 року, а роботу з добудови двох девятимісних Gs.II не було закінчено.
На заводі в Манцелі, де продовжував працювати Дорньє, стали випускатися невеликі літаки, що вкладалися в обмеження, встановлені союзниками — маленький п'ятимісний Cs.II Дельфін (уперше злетів 24 листопада 1920 року, наступного року з'явився його сухопутний варіант С.III Комета) та двомісний літаючий човен Лібелла-I.
1922 року фірма «Цепелін верке Ліндау ГмбХ» стала називатися «Дорньє металлбаутен ГмбХ». Оскільки виробництво великих літаків у Німеччині після Першої світової війни було заборонено, то Клодіус Дорньє заснував у Марина-ді-Піза (Італія) дочірню фірму CMASA й став виробляти там літаючі човни Gs.II, названі ним «Wal» («Кит»). Перший літаючий човен злетів 6 листопада 1922 року. Ці човни використовувалися для поштових та пасажирських перевезень у 1920–1930 роках. Кількість збудованих за той період машин перевищила 260 екземплярів. Цей літак будувався також за ліцензією в Японії, Голландії та Іспанії.
Тим часом робота в Манцелі обмежувалася переважно випуском невеликих комерційних Дельфінів та Комет, а з 1925 року — шестимісного Меркурія. Таємно працювали і над військовими літаками, включаючи Do.Н Фальке та Зеефальке — суцільнометалевим винищувачем-монопланом з поплавковим та колісним шасі, прототип якого піднявся в повітря 1 листопада 1922 року. Ліцензію на винищувач придбала Кавасакі, хоча і не використовувала її.
Ще одним військовим літаком, створеним у середині 1920-х, став Do.D — двопоплавковий бомбардувальник-торпедоносець, який уперше злетів у липні 1926 року і надійшов на озброєння югославської морської авіації.
1926 року Дорньє переїхав до Швейцарії, де заснував нову фірму «AR фюр Дорньє флюґцойґ» та почав проєктування найбільшого для того часу літаючого човна — 12-моторного Do X, з 1932 року Дорньє знову став працювати в Німеччині, очоливши фірму «Dornier-Werke GmbH».
У 1934–1935 роках вироблялися важкі бомбардувальники Dornier Do 23 (модифікація Dornier Do 11) — 282 машини.

### Друга світова війна
Ще перед Другою світовою війною Дорньє створив середній бомбардувальник До-17, який був одним з основних бомбардувальників Люфтваффе (випускався з 1937 по 1940 рр.), потім вдосконалений його варіант застосовувався у військових діях під позначенням до-217 (випуск з листопада 1940 до травня 1944 року, 1905 машин).
Проєктувався важкий бомбардувальник Dornier Do 317 (вдосконалення Dornier Do 217).
Було також побудовано 105 екземплярів легких бомбардувальників/розвідників Do 215.
Люфтваффе одержала від Дорньє 150 літаючих човнів Dornier Do 18 (що виконували роль морських розвідників дальньої дії) та 279 Dornier Do 24.
На підприємствах фірми виготовлявся відомий винищувач Focke-Wulf Fw.190, також упродовж 1944 р. було зроблено 258 важких винищувачів Me.410.
Наприкінці війни була створена революційна конструкція — важкий винищувач Do 335 «Pfeil», з двома тандемно розташованими двигунами.

### Післявоєнний період
Після Другої світової війни фірма Дорньє займалася виробництвом літаків для приватного користування, відновивши свою діяльність в Іспанії в 1949 році, а в червні 1954 року відбувся перший політ літака Do 25, який мав один двигун ENMA Тайґер (ENMA Tiger) потужністю 150 к.с. 50 схожих літаків з'явилися згодом під назвою CASA C-127.
Розроблений на основі цього літака експериментальний Do 27 піднявся в повітря 8 квітня 1955 року. Виробництво Do 27A провадилося в Німеччині на заводі Дорньє-Верке.
Сам Дорньє в 1962 році відмовився від керівництва фірмою та переїхав до Швейцарії.
У 80-х компанія працювала над створенням протирадіолокаційного дрона DAR (Drohne, Anti-Radar), цей БПЛА-камікадзе мав придушувати ППО супротивника.

## Авіаційні проєкти
| - Dornier Gs (1919) - Dornier Do A Libelle (I 1921, III перероблений Do 12) - Dornier Spatz (1922) - Dornier Do B Murkur (розвиток Do C, 1926) - Dornier Do C Komet (I 1921, II 1922, III 1926) - Dornier Do C 2, 3, 4 - Dornier Do D (1929) - Dornier Do E (1924) - Dornier Do F (1932, перетворений в Do 11, 13, 23) - Dornier Do G Grief (скасований проект, 1920) - Dornier Do H Falke (1922, Dornier-Zeppelin D.I) - Dornier Do J Wal (1922) - Dornier Do K (K 1 1929, K 2 1929, K 3 1931) - Dornier Do L Delphin (I 1920, II 1921, III 1927) - Dornier Do N (розроблений як японський Ka 87, 1926) - Dornier Do O Wal (1924) - Dornier Do P (1930) - Dornier Do R.2 and R.4 Superwal (1924) - Dornier Do S (1930) - Dornier Do T - Dornier Do U - Dornier Do X (1929) - Dornier Do Y (1930, перероблений в Do 15) | - Dornier Do 10 - Dornier Do 11 - Dornier Do 12 - Dornier Do 13 - Dornier Do 14 (прототип) - Dornier Do 15 - Dornier Do 16 (літаючий човен, ~ 250 екз.) - Dornier Do 17 - Dornier Do 18 - Dornier Do 19 (чотиримоторний важкий бомбардувальник, 3 екз.) - Dornier Do 22 (літаючий човен, ~ 30 екз.) - Dornier Do 23 (середній бомбардувальник, 282 екз.) - Dornier Do 24 (літаючий човен, 279 екз.) - Dornier Do 26 (проект літаючого човна з «Крилом чайки», 6 екз.) - Dornier Do 212 (прототип літаючого човна/літака-амфібії) - Dornier Do 214 (проект) - Dornier Do 215 (легкий бомбардувальник/розвідник, на базі Do 217) - Dornier Do 216 (проект) - Dornier Do 217 - Dornier Do 247 (проект) - Dornier Do 317 - Dornier Do 335 «Pfeil» | - Dornier Do 25 (прототип для Do 27) - Dornier Do 27 - Dornier Do 28 - Dornier Do 29 - Dornier Do 31 - Dornier Do 32 (вертоліт) - Dornier Do 128 - Dornier 228 - Dornier Do 231 - Dassault/Dornier Alpha Jet - Dornier 328 - Fairchild Dornier 328JET - Fairchild Dornier 528JET - Fairchild Dornier 728JET - Fairchild Dornier 928JET - Dornier Seawings Seastar - Dornier S-Ray 007 - SAIA 90 (спільно з FMA) - DAR (Drohne, Anti-Radar) |

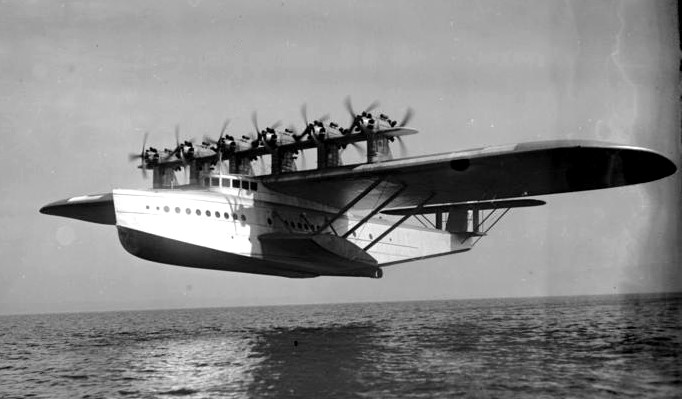
Велетенський літаючий човен Dornier Do X (1930)
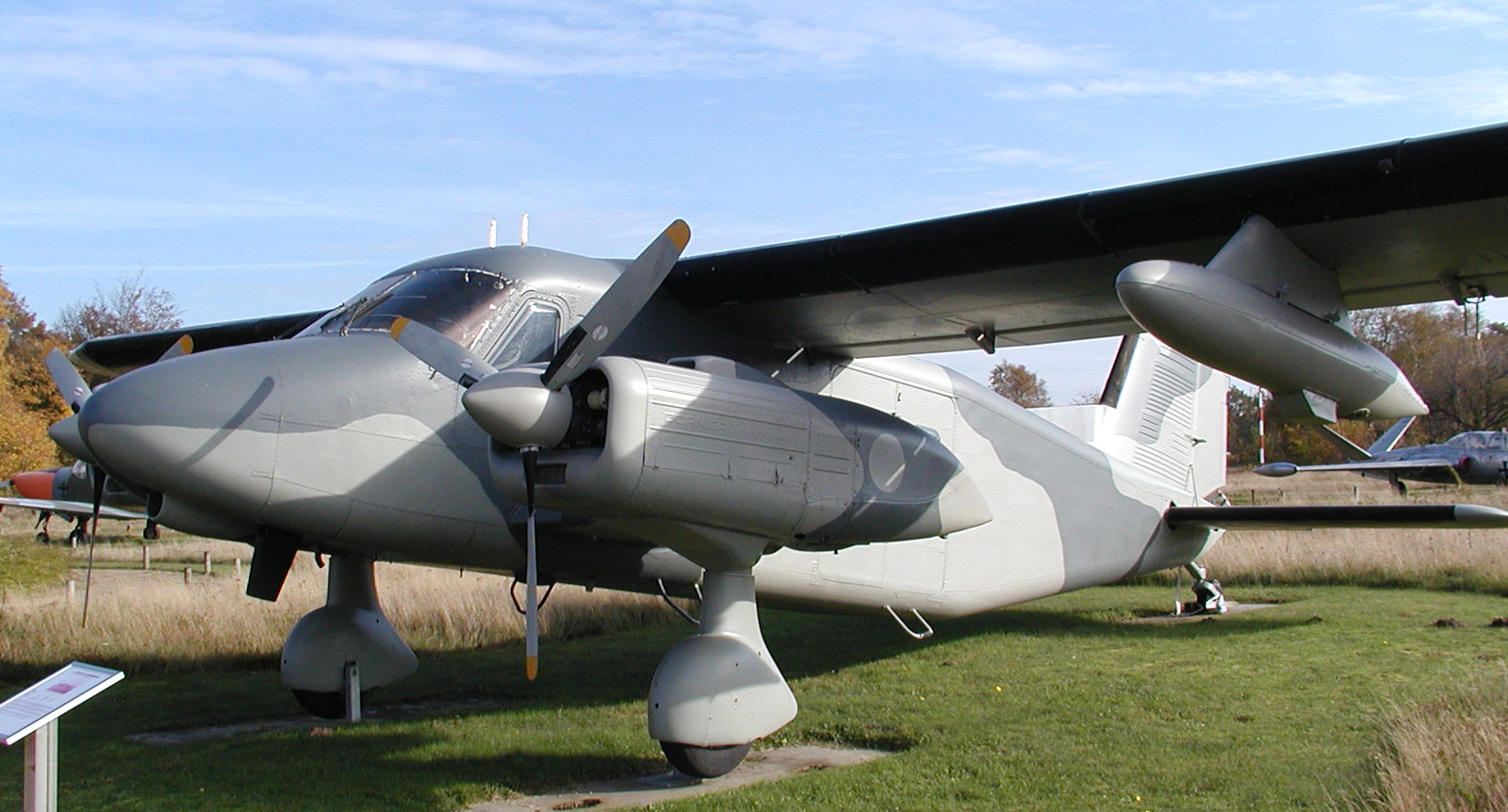
Dornier Do 28

## Автомобільні проєкти
- Dornier Delta
- Dornier Delta II, розроблений для автовиробника Hymer

## Інше
Дочірня компанія Dornier MedTech співпрацює з європейським оборонним відомством EADS. Нею були розроблені різні прилади, такі як апарат ударно-хвильової терапії Dornier S, HM3 та Compact Delta для лікування сечокам'яної хвороби, також різний лазерний інструментарій.
1990 року за замовленням Європейського космічного агентства Dornier GmbH було створено камеру, встановлену на космічному телескопі «Габбл», до заміни її в 2002 році на Advanced Camera for Surveys.